# Ironía

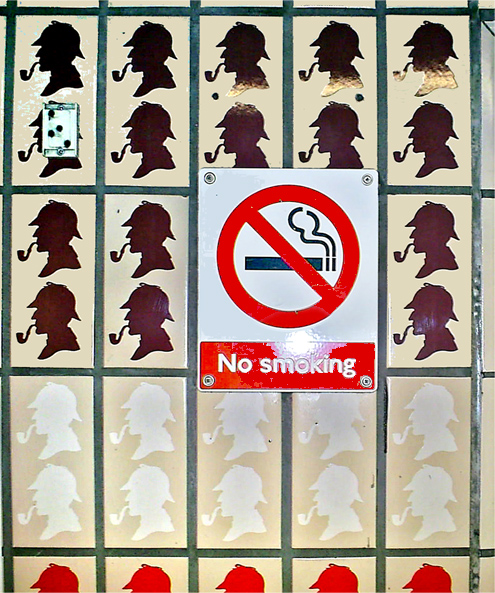
Un cartel de "Prohibido fumar" rodeado de imágenes de un Sherlock Holmes fumando en la Estación de Baker Street.

La ironía (del griego εἰρωνεία 'eirōneía': disimulo o ignorancia fingida) es una figura literaria mediante la que se expresa algo muy distinto o incluso lo contrario de lo que se dice o escribe. A veces, el malentendido se produce sin querer.

## Etimología
Ironía, procede del sustantivo griego εἰρωνείa eironeia = "disimulo, ignorancia fingida". En griego, este sustantivo es un deverbativo de εἰρωνεύομαι "hacerse el ignorante", que a su vez procede de εἴρων "eiron" = "disimulado, que disimula". Esta familia de términos no tiene etimología satisfactoria en Indoeuropeo.
El sentido actual de la palabra "ironía" depende de su evolución semántica a través del latín medieval, especialmente del sentido que tenía como término retórico y como término filosófico en la obra de Platón.

## Expresión explícita

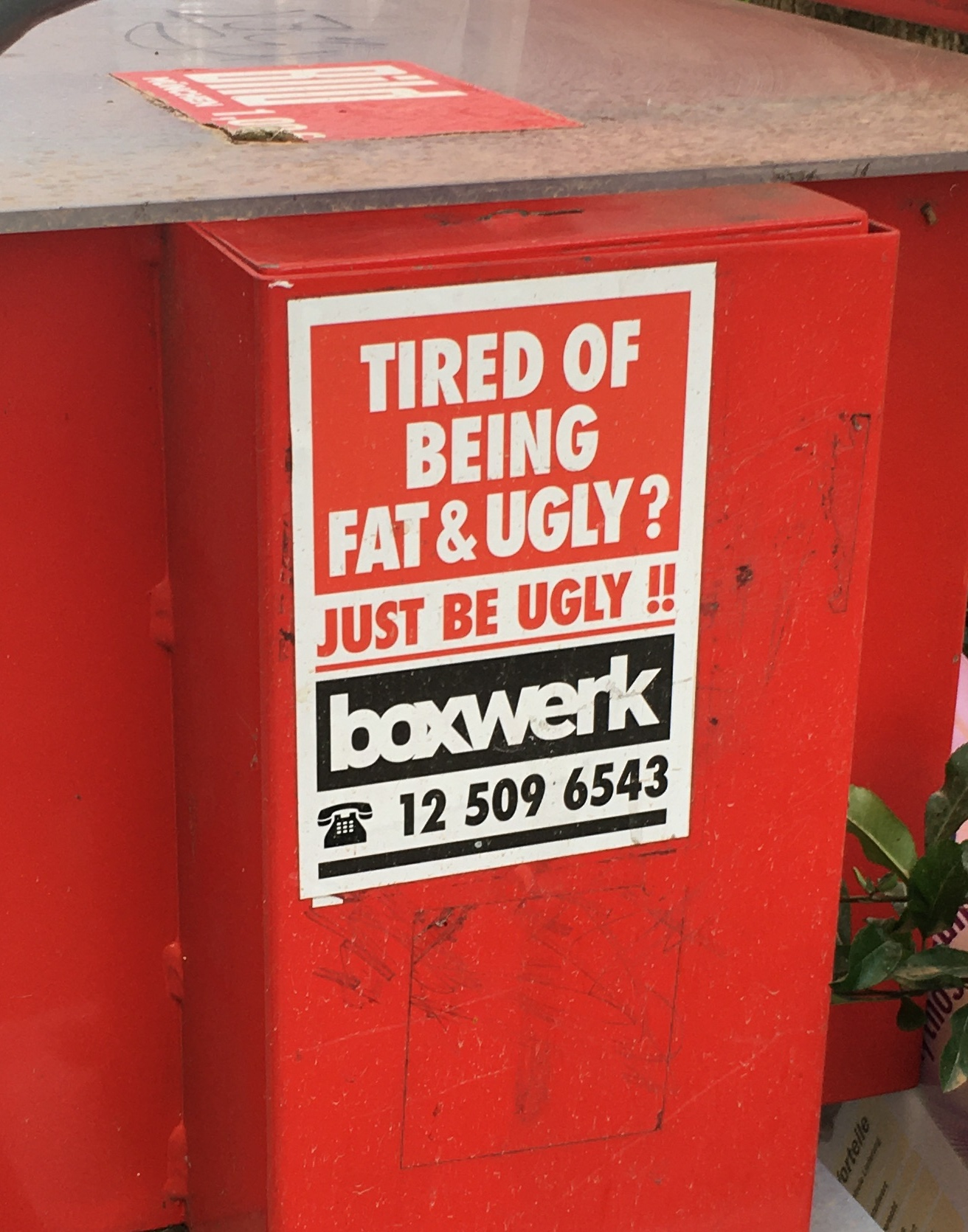
Anuncio en un puesto de venta de periódicos en Alemania.

Si la ironía (llamada también en retórica antífrasis o dissimulatio) es tan clara que es percibida por quien la escucha, suele denominarse sarcasmo. En general el emisor (el creador del mensaje con contenido irónico) espera que el receptor perciba el valor irónico del mensaje sin necesidad de indicaciones explícitas, porque cuenta con que este detecte la oposición entre el mensaje aparente y el que se pretende transmitir por compartir implícitamente una serie de valores o conocimientos. Sin embargo, si el emisor teme que el sentido irónico no sea captado por el receptor, puede emplear una serie de códigos que expliciten este valor. Aunque no existe un consenso general en lenguaje escrito, la intención irónica se puede explicitar mediante un signo de exclamación encerrado entre paréntesis; mediante comillas; con un emoticono, etc. El poeta francés Marcel Bernhardt propuso un signo ortográfico específico para marcar la ironía: «(؟)», que por mucho tiempo no fue ampliamente aceptado, aunque hoy en día es muy usual verlo como «(?)» por su facilidad de escritura.

## Ironía socrática
La ironía es la primera de las fórmulas utilizadas por Sócrates en su método dialéctico. Platón comienza siempre los diálogos psicopedagógicos y propedéuticos socráticos desde la posición ficticia que encumbra al interlocutor (en este caso el alumno) como el sabio en la materia para dar a entender la contradicción evidente. El siguiente paso del diálogo sería la mayéutica, esto es ayudar a sacar de la psique aquello que el interlocutor sabe pero ignora saber. Para ello el método socrático sugiere realizar preguntas sencillas sobre el tema en el que el sujeto (alumno) ha sido nombrado como sabio. Después, las respuestas que el interlocutor daba a Sócrates eran rebatidas, en especial confutadas con la finalidad de que el alumno descubriera que su "saber" era un conjunto de pre-juicios y las fuera completando y precisando por sí mismo tomando conciencia, en todo lo posible, de lo real.
Ejemplo de ironía socrática, en el diálogo El sofista:

Teodoro. –Como convinimos ayer, Sócrates, aquí estamos cumpliendo nuestra cita puntualmente, y te traemos a este extranjero, natural de Elea, de la secta de Parménides y Zenón, que es un verdadero filósofo.

Sócrates. –Quizá, querido Teodoro, en lugar de un extranjero, me traes algún dios. Homero refiere que los dioses y, particularmente el que preside a la hospitalidad, han acompañado muchas veces a los mortales justos y virtuosos, para venir entre nosotros a observar nuestras iniquidades y nuestras buenas acciones. ¿Quién sabe si tienes tú por compañero alguno de estos seres superiores, que haya venido para examinar y refutar nuestros débiles razonamientos, en una palabra, una especie de dios de la refutación?

Teodoro. –No, Sócrates; no tengo en tal concepto a este extranjero; es más indulgente que los que tienen por oficio el disputar. Pero, si no creo ver en él un dios, le tengo, por lo menos, por un hombre divino, porque para mí todos los filósofos son hombres divinos.

Aquí, Sócrates sabe perfectamente quién es el huésped, pero a las palabras de Teodoro es un verdadero filósofo, Sócrates diría "vamos a examinarlo", para así ver con quien se habla. El pensador desconfiado no se guía por opiniones.

## Ironía cómica
Es una forma de humor, una incongruencia aguda entre nuestras expectativas de un suceso y lo que ocurre.
La ironía tiene en gran parte como origen la percepción que tiene el individuo de una paradoja. Por ejemplo, en junio de 2005, la agencia de empleo del estado de Virginia (EE. UU) que maneja las compensaciones a los desempleados, anunció que despediría a 400 de sus empleados por falta de empleo, ya que el desempleo era muy bajo en el estado. La percepción del lector de una desconexión entre la expectativa común, y la aplicación de la lógica con un resultado inesperado, y las dos visiones opuestas, que muestran una conexión entre la ironía y el humor cuando surge la sorpresa, nos sumerge en la risa, por más que no todas las ironías sean graciosas, por otro lado.
La primera frase de la novela de Jane Austen, Orgullo y Prejuicio, comienza con un postulado casi matemático: «Es una verdad asumida que un hombre soltero en posesión de una buena fortuna debe estar buscando esposa». La escena siguiente traiciona el postulado. «No, Darcy, un hombre rico y soltero que se acababa de instalar en el vecindario, no buscaba una esposa». De hecho, pronto se ve claro que esto se refería a lo contrario: las mujeres (o sus madres) están siempre en búsqueda de un soltero rico para tomarlo como esposo. La ironía yace en cómo promueve el romance y se termina en una boda doble.

## Ironía romana
En los tiempos de la antigua Roma, la ironía era usada en los discursos y conversaciones retóricas públicas, en las cuales las palabras usadas eran opuestas a su significado o intención.
Shakespeare imita la ironía romana en su obra Julio César en el discurso de Marco Antonio: «¡Amigos, romanos, compatriotas, prestadme atención! ¡Vengo a inhumar a César, no a ensalzarle!». Continuamente enfatizando que Bruto y los conspiradores eran «hombres honrados». El monólogo usa de la ironía para glorificar a César, y, aunque Antonio elige palabras que parecen dar apoyo a sus asesinos, su propósito y efectos son opuestos: incitar al pueblo romano conmoviéndolo para que se lance contra ellos.

## Ironía verbal
Comparación del pasado negativo con el presente positivo. Ejemplos: "Antes tú la querías y ella no te quería, y ahora (presente) ella te quiere y tú no la quieres". "Antes el negocio iba mal por esos modelos de zapatos e inclusive se los ibas a ofrecer a la competencia; pero ahora (presente) el negocio marcha de maravilla gracias a aquellos modelos de zapatos."

## Ironía trágica (o literaria)
En la tragedia, la llamada «ironía trágica» es un instrumento o recurso para aumentar la intensidad de una situación dramática. La ironía trágica está especialmente presente en los dramas de la Antigua Grecia. En esta forma de ironía, las palabras y acciones del personaje muestran la situación real, que el espectador observa y es completamente consciente de lo que sucede. Puede tener varias formas, el personaje hablando puede darse cuenta de la ironía de sus palabras mientras que el resto de los personajes puede que no, o él o ella pueden inconscientemente, mientras otros actores comparten el conocimiento con los espectadores, o los espectadores solos se darían cuenta de la ironía. El rey Edipo de Sófocles da un ejemplo de ironía certera y en toda su extensión.
La ironía llega a expresarse como un comportamiento inapropiado. Un texto en una escena con amenazas violentas, por ejemplo, puede percibir camaradería por parte de la víctima, pero su incremento irónico lo convierte en llamativamente inapropiado.
Cuando no se reconoce, la ironía puede llevar al malentendido. Incluso si una ironía es entendida como tal, a menudo expresa menos claramente lo que el hablante o escritor quiere decir que si lo dijera directamente.
Otro famoso caso de ironía trágica ocurre en la obra de William Shakespeare Romeo y Julieta, cuando Romeo encuentra a Julieta drogada, como si estuviera muerta; él supone que lo está, y se suicida. Al despertarse y contemplar a su amante muerto yaciendo a su vera, Julieta se mata con un puñal.
En Llama un inspector, obra del dramaturgo inglés J.B. Priestley, este utiliza claramente la ironía dramática. En ella, el señor Birling, padre y jefe de una familia capitalista en la Inglaterra anterior a la I Guerra Mundial, hace constantes alusiones al futuro, asegurando que no sucederá nada como una guerra, o haciendo referencia al Titanic, diciendo que es imposible que se hunda. La obra, al estar escrita después de la II Guerra Mundial, hace que los espectadores comprendan esta ironía que tanto utilizaba Priestley, pues que todos conocen el contexto histórico. Gracias a esto, las ideas socialistas del dramaturgo quedan expresadas de manera coherente, ridiculizando a las familias de derechas que solo se preocupaban de sí mismas.